# Leif Larsen
Leif Andreas Larsen (9. januar 1906 i Bergen – 12. oktober 1990), kaldet Shetlands-Larsen, var
blandt de mest legendariske norske helte i anden verdenskrig. I alt gennemførte han 52 ture frem og tilbage mellem Norge og Shetland med flygtninge, agenter og våben. Trafikken gik under navnet "Shetlandsbussen". Larsen modtog 11 britiske og norske udmærkelser og blev dermed den højest dekorerede allierede marineofficer under krigen.
Han havde gode lederegenskaber, men selv lagde Larsen ikke så stor vægt på sin egen rolle, men fremhævede hellere sine kampfællers indsats.

## Baggrund
Larsen voksede op i centrum af Bergen som en af 12 søskende. Hans far var fra Os, mens moren kom fra Nord-Sjælland. Larsen kunne derfor dansk og lød som en københavnsk gadedreng, når han følte for det. Efter folkeskolen blev han bydreng og hjalp til på et malerværksted. Han havde meldt sig til skoleskibet, men kom ikke ind. I stedet begyndte han på forskolen for mekanikere, til en dag i 1922, hvor motorskonnerten «Reykjavik» lagde til kaj i Bergen. Den 16-årige Larsen gik om bord og sejlede med til Finland. Efter den tur blev han i Bergen et års tid, men rejste så ud igen som matros.

## Anden verdenskrig
Nogle år i 1930'erne arbejdede han ved skibsværftet BMV i Bergen. I januar 1940 meldte han sig som frivillig til vinterkrigen i Finland. Larsen var med i Svenska Frivilligkåren, hvor han tjenestegjorde under Gösta Benckert. Hans afdeling blev sat ind ved slaget om Salla. Da vinterkrigen var ovre, tog de frivillige hjem. Larsens følge blev undervejs klar over det tyske angreb på Norge, hvor han kæmpede på Kongsvinger fæstning for at sinke tyskernes fremrykning mod Kongsvinger.
Larsen steg i graderne, fra værnepligtig kvartermester i 1941 til sekondløjtnant i 1943, premierløjtnant i 1945 og kaptajnløjtnant i 1953.
52 ture blev det til over Nordsøen, med agenter, våben og flygtninge, de fleste gange i almindelige norske fiskekuttere. To gange led han forlis ved den norske kyst, men klarede hver gang at komme tilbage til Storbritannien. Han sloges mod tyskerne, mens bådene bogstavelig talt sank under fødderne på ham. I Bergen er der rejst en statue af ham ved fisketorvet, og i bydelen Fyllingsdalen en mindesten ved et træ, Larsen selv har plantet.
Som den højest dekorerede allierede søofficer modtog han blandt andet disse udmærkelser:
- Krigskorset med sværd og stjerne (stjerne er for tildeling nr. 2. Alle tildelinger af krigskorset efter 18. maj 1945 er med sværd).
- St. Olavsmedaljen med egegren.
- Krigsmedaljen med tre stjerner.
- Deltagermedaljen.
- Conspicuous Gallantry Medal. Larsen fik denne som første udlænding.
- Distinguished Service Medal and Bar.
- Distinguished Service Cross.
- Distinguished Service Order.
- Den finske deltagermedalje for sin indsats i vinterkrigen